# Trevoa campanulata
Trevoa campanulata är en brakvedsväxtart som först beskrevs av Rodolfo Amando Philippi, och fick sitt nu gällande namn av Karl Friedrich Carlos Federico Reiche. Trevoa campanulata ingår i släktet Trevoa och familjen brakvedsväxter. Inga underarter finns listade i Catalogue of Life.